# Extra City Kunsthal
Kunsthal Extra City is een instituut voor de productie en presentatie van voornamelijk hedendaagse kunst in Antwerpen. Het instituut hanteert het vertrekpunt de stad om verschillende visies over de toekomst te verbeelden. Extra City is vormgegeven als Kunsthal met flexibele faciliteiten voor debatten, lezingen, screenings, solo- en groepstentoonstellingen. Daarnaast produceert de kunsthal geregeld publicaties en onlinepresentaties. De Kunsthal werkt samen met onder andere Sint Lucas Antwerpen, de Koninklijke Academie voor Schone Kunsten van Antwerpen en Kunst/Werk

## Geschiedenis
In 2004 richtte Wim Peeters samen met enkele Antwerpse kunstliefhebbers, en met steun van sponsors en de Vlaamse overheid, kunstcentrum Extra City op in een oude graansilo aan het Kattendijkdok in Antwerpen. Extra City profileerde zichzelf als de "NASDAQ voor de kunst", naar analogie met de beurs voor innoverende bedrijven. Peeters, die als curator tentoonstellingen maakte voor het NICC, werd aangesteld als artistiek leider. De focus lag voornamelijk op jonge kunst. De eerste tentoonstelling was een eerbetoon aan de Noorse schilder Edvard Munch. In maart 2006 organiseerde Extra City, in samenwerking met het M HKA, een tentoonstelling van de Turkse kunstenaar Kutlug Ataman.
In de zomer van 2006 werd, na interne onenigheid, Anselm Franke de nieuwe artistiek directeur. Extra City verhuisde naar een gewezen bottelarij van John Martin in de Tulpstraat te Antwerpen-Noord. Het kunstcentrum evolueerde naar een Kunsthal, met thematische tentoonstellingen en solotentoonstellingen van internationaal gerenommeerde kunstenaars zoals Sergej Eisenstein, Santu Mofokeng en Hans van Houwelingen.
Van 2011 tot 2015 nam Mihnea Mircan de artistieke leiding over van Franke. Door het ten einde lopende contract en structurele problemen moest Extra City in 2013 verhuizen. Aanvankelijk werd er geopteerd voor het Zuiderpershuis, maar uiteindelijk verhuisde de Kunsthal naar een leegstaand wasserijcomplex in het stadsdistrict Berchem. Het drie verdiepingen tellende pand moet plaats bieden aan een tentoonstellingsruimte van om en bij de 1100 m2, kunstenaarsateliers, een bar, een kleine cinemazaal en kantoren.
Extra City legde zich in deze periode nog meer toe op de tentoonstelling als onderzoeksinstrument en organiseerde solotentoonstellingen van onder meer Luc Deleu en Laure Prouvost.
Begin 2016 ging Extra City zes maanden dicht om zich te herbronnen, de Raad van Bestuur en het team van Extra City werkten onder begeleiding van een externe adviseur aan een geactualiseerde missie, visie en structuur. In juli 2016 werd Adinda Van Geystelen benoemd als nieuwe directeur van Kunsthal Extra City. Het nieuwe artistieke team bestond uit de Italiaanse curator Antonia Alampi, de Griekse curator en schrijver iLiana Fokianaki en de Belgische choreograaf Michiel Vandevelde.

## Lijst van tentoonstellingen (selectie)
- Kutluğ Ataman: Küba (in samenwerking met M HKA), 17 maart tot 11 juni 2006
- Anri Sala Thinking Architecture #1, 2 maart tot 2 mei 2007
- Joachim Koester: Numerous Incidents of Indefinite Outcome, 12 oktober tot 16 december 2007
- Sergei Eisenstein: The Mexican Drawings, 3 april tot 21 juni 2009
- Animism (in samenwerking met M HKA), 22 januari tot 2 mei 2010
- Hans van Houwelingen & Jonas Staal: 1:1, 18 november 2011 tot 15 januari 2012
- Santu Mofokeng: Chasing Shadows - 30 Years of Photogaphic Essays, 4 mei tot 29 juli 2012
- Luc Deleu - T.O.P. office: Orban Space, 15 september tot 17 november 2013
- Laure Prouvost: Wantee and Grand Ma's Dreams 5 april tot 25 mei 2014
- Koenraad Dedobbeleer: The Desperate, Furiously Positive Striving of People Who Refuse to be Dismissed 5 april tot 25 mei 2014
- Laure Prouvost: From Wantee to Some Signs, 15 juni tot 10 augustus 2014
- Allegory of the Cave Painting (in Extra City) 20 september tot 7 december 2014
- Allegory of the Cave Painting: The Other Way Around (in het Middelheimmuseum) 26 oktober 2014 tot 29 maart 2015
- The Camera's Blind Spot II: Sculpture/Photography, Further Recent Examples 28 maart tot 19 juli 2015
- The Corner Show, 12 september tot 6 december 2015
- EXTRA CITIZEN, 9 september tot 10 december 2017
- Extra States: Nations in Liquidation, 22 september tot 16 december 2018
- Dieter Durinck: JPEG2000,  2019